# Le Conquet
Le Conquet (bretonisch Konk-Leon) ist eine französische Gemeinde mit 2814 Einwohnern (Stand 1. Januar 2022) im Nordwesten der Bretagne im Département Finistère.

## Lage
Die Gemeinde befindet sich direkt an der Atlantikküste an der Côte des Abers.
Brest liegt 20 Kilometer östlich und Paris etwa 520 Kilometer östlich (Angaben in Luftlinie). 

## Bevölkerungsentwicklung
| Jahr                       | 1962 | 1968 | 1975 | 1982 | 1990 | 1999 | 2007 | 2017 |
| Einwohner                  | 1891 | 1811 | 1881 | 2011 | 2149 | 2408 | 2573 | 2713 |
| Quellen: Cassini und INSEE |      |      |      |      |      |      |      |      |

## Infrastruktur
Le Conquet ist ein Urlaubsort mit einem kleinen Fischerei- und Fährhafen. Von hier besteht in der Hauptsaison eine Fährverbindung zu den vorgelagerten Inseln Molène und Ouessant. 
Nach Brest besteht eine regelmäßige Linienbusverbindung.
Bei Brest enden die Europastraße 50 (Brest-Rennes) und  die Europastraße 60 (Brest-Nantes).
Der Bahnhof von Brest ist Endpunkt des TGV Atlantique nach Paris sowie der Regionalbahnlinien in Richtung Rennes und Nantes. 
Nahe der Großstadt Brest befindet sich der Regionalflughafen Aéroport de Brest Bretagne.
Von 1903 bis 1932 war Le Conquet zudem über eine Schmalspurbahn mit Brest verbunden.

## Sehenswürdigkeiten
Siehe: Liste der Monuments historiques in Le Conquet

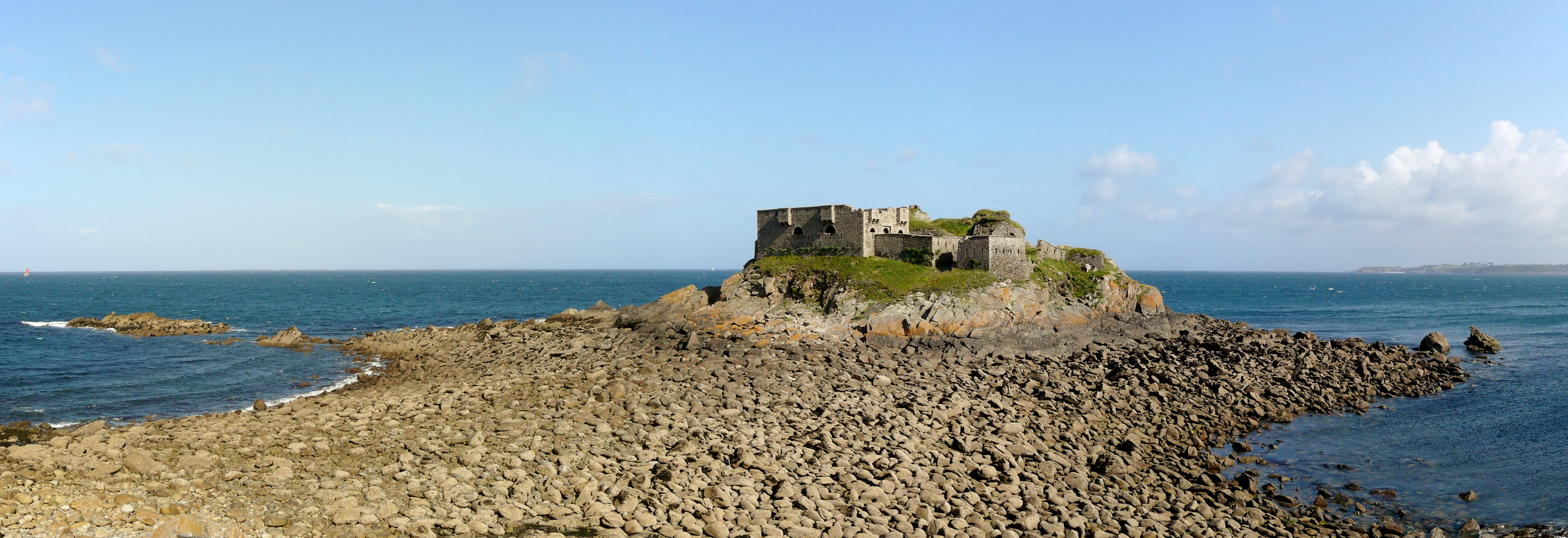
Fort de l’Îlette de Kermorvan

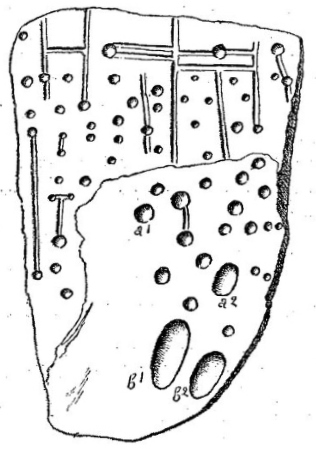
Schälchen auf einem Stein des Cromlechs von Kermorvan

Neben einigen sehenswerten Kirchen und Kapellen aus den letzten Jahrhunderten, dem kleinen Hafen und den das Ortsbild prägendem Leuchtturm sind die beiden aus der Mitte des 19. Jahrhunderts stammenden Forts 
- Fort Saint-Louis
- Fort de l’Îlette de Kermorvan
- Cromlech von Kermorvan

wichtige Sehenswürdigkeiten des touristisch gut erschlossenen Ferienortes.

## Persönlichkeiten
- Guillaume Brouscon, Kartograph aus dem 16. Jahrhundert
- Belsazar Hacquet (1739/1740–1815), Naturwissenschaftler
- Ernest Le Guerranic (1831–1915), Architekt.